# Сарсинское городское поселение
Сарсинское городско́е поселе́ние — муниципальное образование в Октябрьском районе Пермского края Российской Федерации.
Административный центр — рабочий посёлок Сарс.

## История
Статус и границы городского поселения установлены Законом Пермской области от 9 декабря 2004 года № 1886-411 «Об утверждении границ и о наделении статусом муниципальных образований Октябрьского района Пермского края»

## Население
| 2010  | 2012  | 2013  | 2014  | 2015  | 2016  | 2017  |
| ----- | ----- | ----- | ----- | ----- | ----- | ----- |
| 5383  | ↗5403 | ↗5412 | ↗5420 | ↘5329 | ↘5271 | ↘5239 |
| 2018  | 2019  |       |       |       |       |       |
| ↘5180 | ↘5143 |       |       |       |       |       |

## Состав городского поселения
| № | Населённый пункт    | Тип населённого пункта                  | Население |
| - | ------------------- | --------------------------------------- | --------- |
| 1 | Верх-Шуртан         | деревня                                 | 293       |
| 2 | Покрово-Смирновский | хутор                                   | 47        |
| 3 | Сарс                | рабочий посёлок, административный центр | ↘4541     |